# Arben Kucana
Arben Kucana (* 18. September 1967 in Tirana) ist ein deutsch-albanischer Sportschütze, der in den olympischen Pistolendisziplinen mit der Luftpistole und der Freien Pistole antritt.

## Werdegang
Bei den Olympischen Sommerspielen 2012 in London belegte er mit der Luftpistole den 20. Platz in der Qualifikationsrunde. Er lebt seit 1990 in Deutschland und nimmt aktiv an nationalen Schießwettbewerben in Deutschland und Albanien teil. Kucana nahm bislang zahlreiche Male an Welt- und Europameisterschaften, darüber hinaus vertrat er 2015 Albanien bei den Europaspielen. Seit 2002 besitzt er neben der albanischen auch die deutsche Staatsbürgerschaft, wobei er international nur für Albanien antritt.